# Crossodactylus grandis
Crossodactylus grandis là một loài ếch thuộc họ Leptodactylidae.
Đây là loài đặc hữu của Brasil.
Môi trường sống tự nhiên của chúng là đồng cỏ nhiệt đới hoặc cận nhiệt đới vùng đất cao và sông ngòi.
Chúng hiện đang bị đe dọa vì mất môi trường sống.